# Pernek
Pernek je obec na Slovensku v okrese Malacky. Žije zde 894  obyvatel. První písemná zmínka o obci pochází z roku 1394. V obvodu obce je údolí, ve kterém bývali medvědi, proto se usuzuje, že název obce je odvozen z německého Bärenecke ve významu Medvědí kout.  V obci se nachází římskokatolický Kostel svatého Ducha.